# Carpococcyx
Carpococcyx là một chi chim trong họ Cuculidae.

## Các loài
- Carpococcyx renauldi: Phướn đất.
- Carpococcyx radiceus: Phướn đất Borneo.
- Carpococcyx viridis: Phướn đất Sumatra.

## Hình ảnh

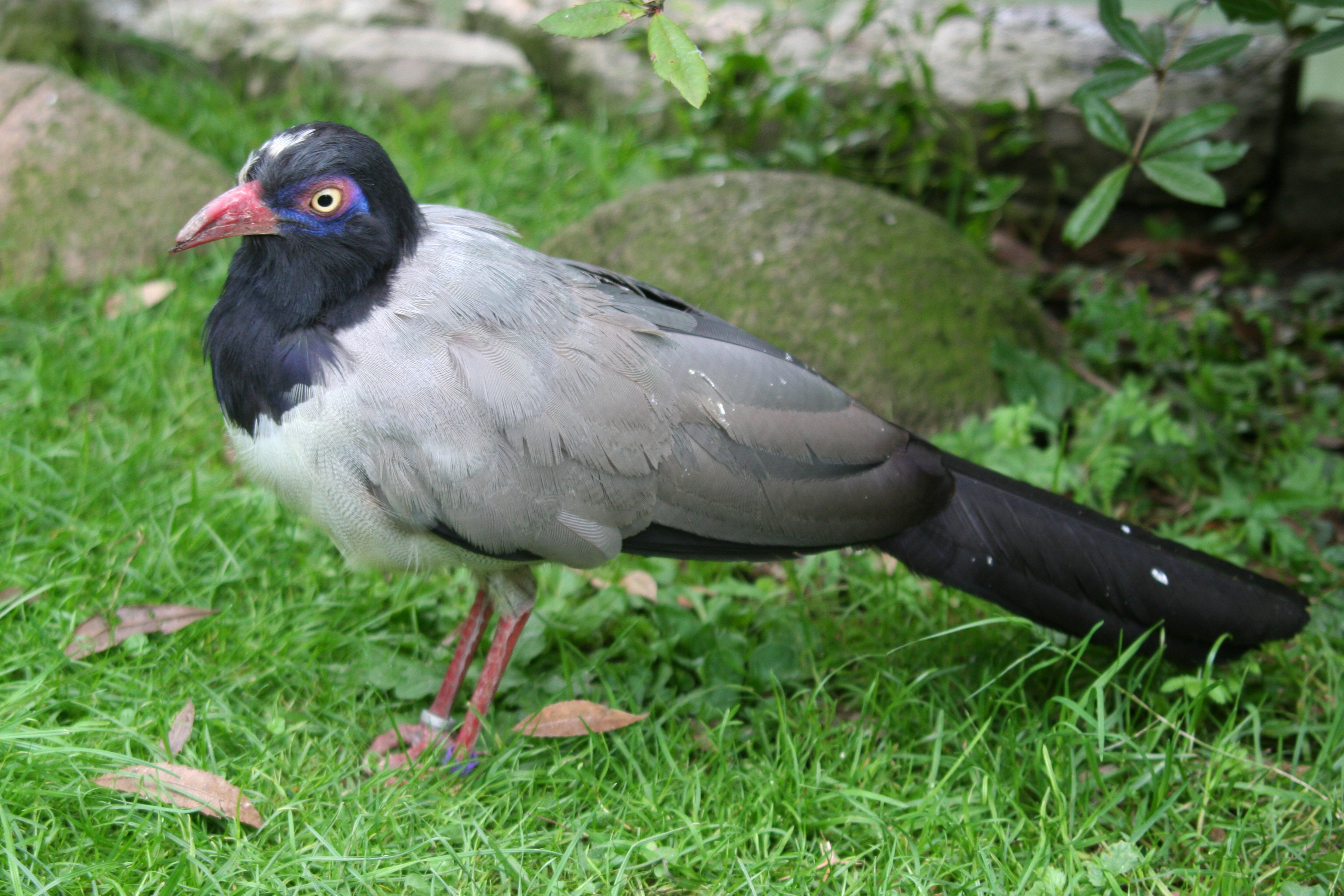
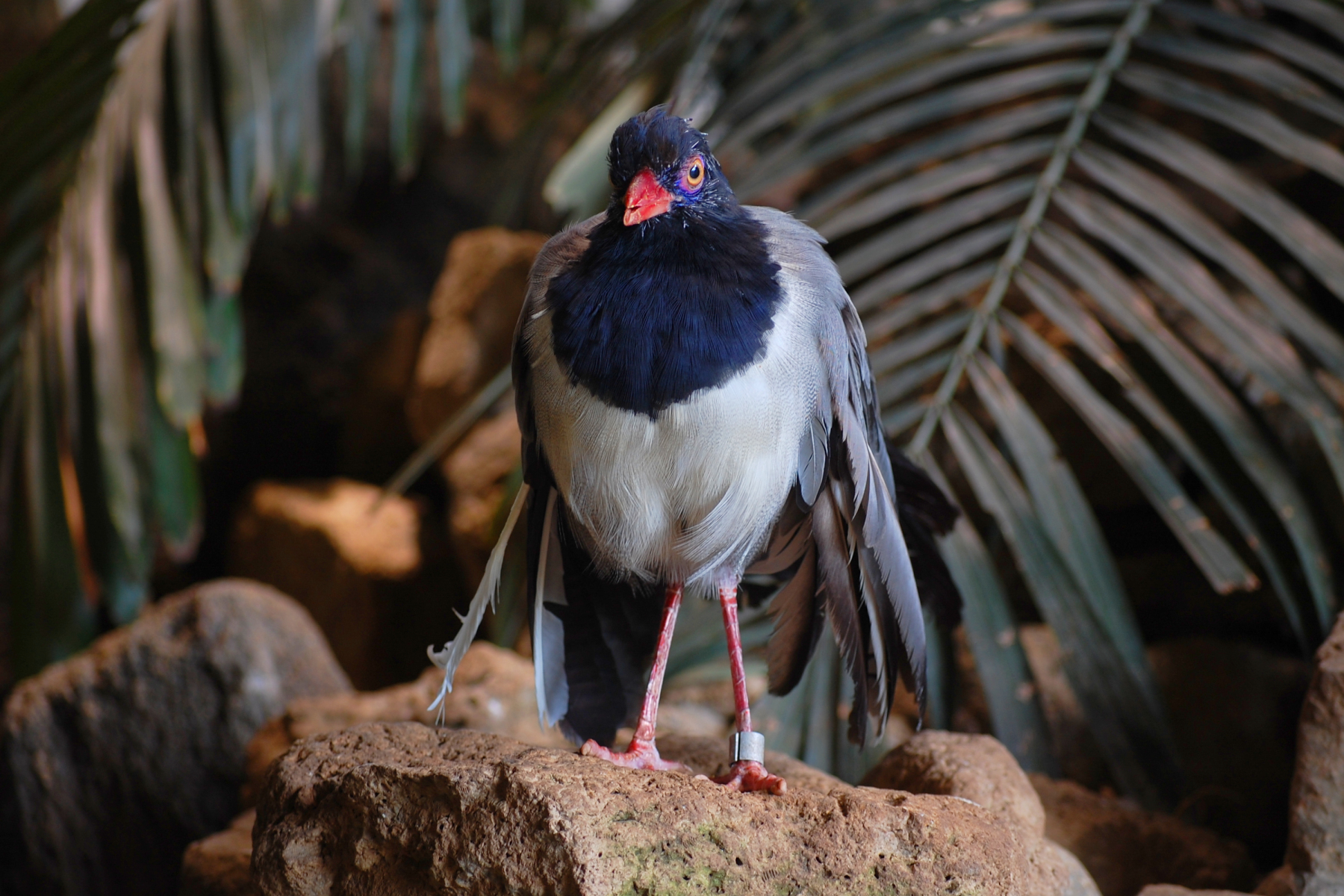